# Sukomulyo (Mojowarno)
Sukomulyo is een bestuurslaag in het regentschap Jombang van de provincie Oost-Java, Indonesië. Sukomulyo telt 2361 inwoners (volkstelling 2010).